# Кибячинское сельское поселение
Кибячинское се́льское поселе́ние (тат. Кибәч авыл җирлеге) — муниципальное образование в Пестречинском районе Республики Татарстан.
Административный центр и единственный населенный пункт — село Кибячи.
Имеется неполная средняя школа, дом культуры, библиотека.

## История
Статус и границы сельского поселения установлены Законом Республики Татарстан от 31 января 2005 г. № 33-ЗРТ «Об установлении границ территорий и статусе муниципального образования „Пестречинский муниципальный район“ и муниципальных образований в его составе».
В 1929 году организовался Кибячинский Сельский Совет, первым руководителем Кибячинского сельского совета был Востров Георгий Петрович. Он работал с 1929 по 1933 годы.

## Население
| 2010 | 2011 | 2012 | 2013 | 2014 | 2015 | 2016 |
| ---- | ---- | ---- | ---- | ---- | ---- | ---- |
| 365  | →365 | ↘357 | ↘353 | ↗357 | ↘345 | ↘340 |
| 2017 | 2018 |      |      |      |      |      |
| ↗346 | ↘340 |      |      |      |      |      |

На 2024 население составляет 261 чел.
Основное население составляют кряшены.

## Состав сельского поселения
| № | Населённый пункт | Тип населённого пункта       | Население |
| - | ---------------- | ---------------------------- | --------- |
| 1 | Кибячи           | село, административный центр | ↗346      |